# Salvatore Oppes
Salvatore Oppes (Pozzomaggiore, 2 novembre 1909 – Roma, 27 febbraio 1987) è stato un cavaliere italiano, medaglia d'argento ai Giochi olimpici di Melbourne 1956.

## Biografia
Ufficiale dell'Arma dei Carabinieri, fratello di Antonio Oppes, anche lui medaglia olimpica nell'equitazione a Roma 1960.

## Palmarès
| Anno | Manifestazione  | Sede      | Risultato | Gara            | Note  |
| ---- | --------------- | --------- | --------- | --------------- | ----- |
| 1956 | Giochi olimpici | Stoccolma | Argento   | Salto a squadre | [ 2 ] |